# Kirche Lausa

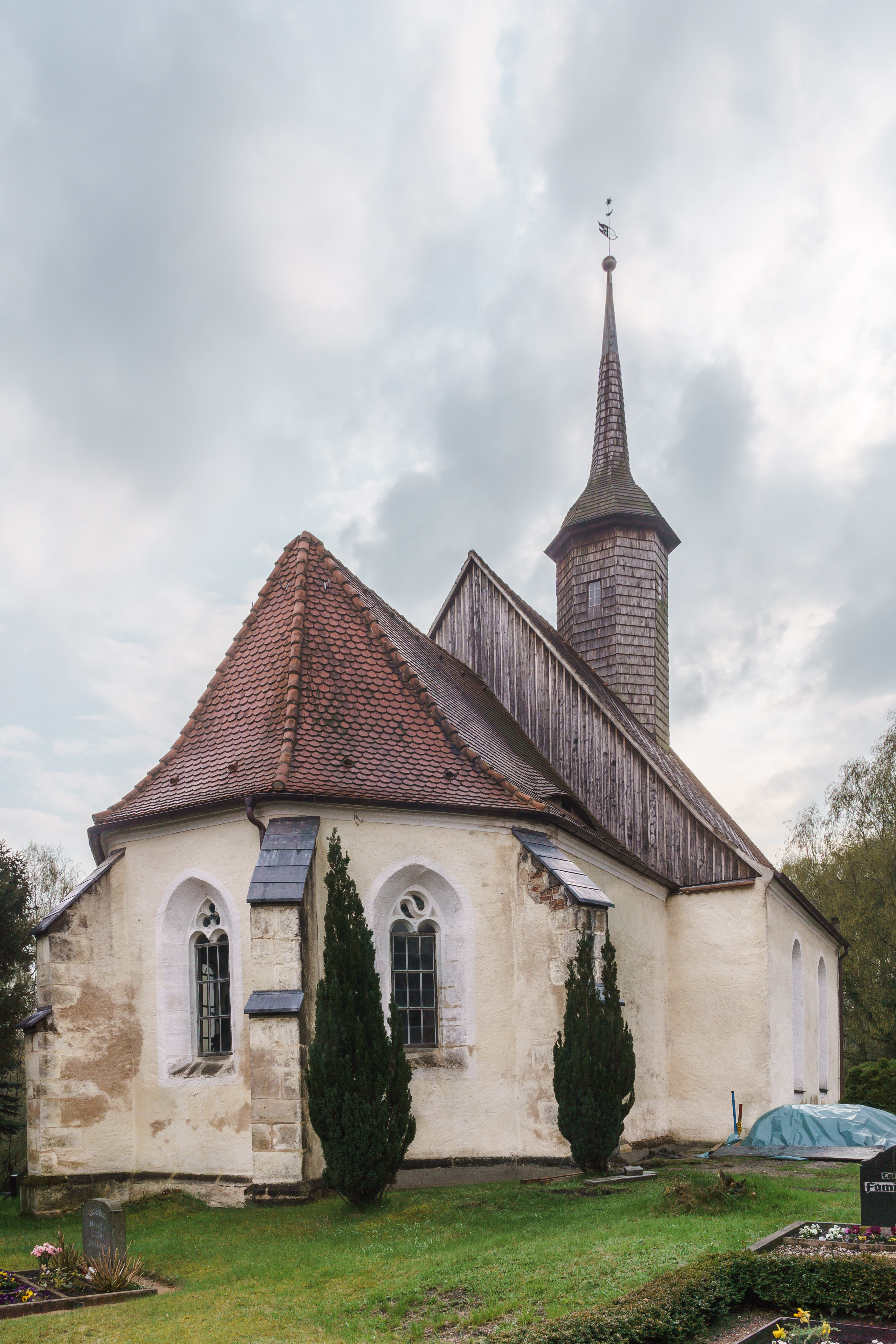
Dorfkirche Lausa

Die evangelische Dorfkirche Lausa ist eine im Kern spätgotische Saalkirche im Ortsteil Lausa von Belgern-Schildau im Landkreis Nordsachsen in Sachsen. Sie gehört zum Pfarrbereich Belgern-Beilrode im Kirchenkreis Torgau-Delitzsch der Evangelischen Kirche in Mitteldeutschland.

## Geschichte und Architektur
Die Saalkirche des 15. Jahrhunderts wurde gegen Ende des 17. Jahrhunderts umgebaut; Restaurierungen erfolgten im Jahr 1983. Das Bauwerk ist ein verputzter Bruchsteinbau mit eingezogenem, dreiseitig geschlossenem Chor und wird durch Strebepfeiler gestützt. Der schindelgedeckte Dachreiter ist mit geschweifter Haube und hoher Spitze, einer Wetterfahne mit der Jahreszahl 1690 sowie Halbmond und Stern auf der Spitze als Erinnerung an die Befreiung Wiens von den Türken im Jahr 1683 versehen. Zwei gekehlte Spitzbogenportale erschließen das Bauwerk, das von Spitzbogenfenstern mit Maßwerk, teils mit Fischblasen, erhellt wird.
Im Innern wird der Raum von einer Bretterdecke abgeschlossen; ein weiter Spitzbogen vermittelt zwischen Saal und Chor. Reste von Wandmalereien des späten 15./frühen 16. Jahrhunderts wurden nur partiell freigelegt. Im Westen ruht eine L-förmige Empore aus dem 18. Jahrhundert auf einer eisernen Säule; eine Chorempore aus dem 17. Jahrhundert befindet sich an der Nordseite, die Sakristei ist über eine Spitzbogentür zugänglich und wird durch ein Spitztonnengewölbe abgeschlossen.

## Ausstattung
Das Hauptstück der Ausstattung ist ein beachtenswerter Flügelaltar aus dem Jahr 1473 mit einer reich geschnitzten Rahmung aus dem Jahr 1700; er zeigt im Schrein die reich geschnitzten Figuren von Maria mit dem Kind, Maria Magdalena sowie vier weiteren weiblichen Heiligen; auf den Flügeln sind die gemalten Darstellungen der Geburt Christi, der Anbetung der Könige, der Heimsuchung und der Marienkrönung zu sehen. Auf den Außenseiten der Flügel sind die Verkündigung sowie eine Stiftungsinschrift zu sehen; im überreich gerahmten Aufsatz sind die trauernde Maria und Johannes der Evangelist dargestellt, das Kruzifix fehlt.
Die Kanzel mit eingestellten Säulchen am Korb aus der Zeit um 1700 ruht auf einer gedrehten Säule. Der oktogonale Taufstein, dessen Kuppa mit Maßwerk und Rosetten verziert ist, stammt aus dem 16. Jahrhundert. Ein fast lebensgroßes Kruzifix aus der Zeit um 1500 ist farbig gefasst.
Im Chor ist eine vermauerte spätgotische Sakramentsnische mit Kielbogen, Kreuzblume, Fialen und zwei Wappen erhalten. Zwei große ganzfigurige Pfarrerbildnisse sind Werke des 18. Jahrhunderts. Ein rustikales Kastengestühl aus der Zeit um 1700 mit schmückenden Scharnierblättern ist im Saal und an der Chornordwand aufgestellt.
Die Orgel ist ein Werk von Conrad Geißler aus dem Jahr 1882 mit zwölf Registern auf zwei Manualen und Pedal.